# 海南娃儿藤
海南娃儿藤（学名：Tylophora hainanensis）是夹竹桃科娃儿藤属的植物。分布在中国大陆的广西、广东等地，一般生于低海拔山坡和路旁疏林向阳处，目前尚未由人工引种栽培。
其种加词“hainanensis”意为“海南的”。